# Дети Шаолиня
«Дети Шаолиня» (кит. трад. 少林小子, палл. Шао Линь сяо цзы) — гонконгский фильм с боевыми искусствами 1984 года режиссёра Чён Ямъима с Джетом Ли в главной роли. Второй фильм трилогии с Джетом Ли «Храм Шаолиня». Съёмки проходили в Гуанси, Китай.

## Сюжет
Бывший монах Шаолиня, Тяньлун, и его младший брат Дилун воспитывают восьмерых мальчиков-сирот, которых они спасли от убийства бандитами в родной деревне. Дети называют первого отцом, а второго дядей. В семье дети изучают кунг-фу у них обоих. Они обосновались в гористой области в Лицзяне, где теперь обитают в хижине.
Дети Лун игривы и часто ссорятся с дочерьми другой семьи Фэн, живущими на другом берегу реки и практикуют свой семейный стиль боевых искусств Удан. Озорной Саньлун, старший из детей, любит дразнить третью сестру Фэн, Саньфэн, которая имеет противный характер.
Глава семейства Фэн, Бао Саньфэн, хочет иметь наследника, но у него уже девять детей и все женского пола. Между тем семья Лун экономит, чтобы заплатить выкуп за невесту — десять волов — таким образом Тяньлун сможет жениться на старшей дочери соседей. Но такие планы встретили с некоторым сопротивлением: патриарх Саньфэн нормально относится к Тяньлуну, но он уверен, что Тяньлун на самом деле хочет украсть секреты боевого искусства семьи. Тем не менее, он соглашается выдать замуж свою старшую дочь, но только если жена родит ему сына.
Между тем, жестокие бандиты, которые когда-тосделали сиротами восемь мальчиков, тайно прошли обучение в течение десяти лет, чтобы отомстить за помощь детям из Шаолиня, когда те грабили деревню. Косоглазый член банды притворяется даосским прорицателем, чтобы проникнуть в семейство Фэн, изучить их искусство боя и похитить их дочерей.
Матери Фэн наконец удаётся родить сына мужу. Теперь фальшивый прорицатель настраивает отца семейства против семьи Лун, утверждая что они — его заклятый враг.
Бао Саньфэн меняет своё решение и отказывается принимать выкуп соседей за его дочь. Дилун влюблён в Эрфэн, вторую дочь, и для их встречи Саньлун и дочь Саньфэн помогают им сбежать. За нарушение феодальных правил Саньфэн приговорена к утоплению в реке. Однако, Саньлуну удаётся спасти её под водой.
Саньлун прячет Саньфэн в пещере, где он поражается её красоте, а она благодарна ему за спасение. У пары возникают романтические чувства друг к другу.
Фальшивый священник сообщает Саньфэну, где скрывается его дочь. Затем патриарх идёт к ней и дерётся с Саньлуном, обвинив его в похищении дочери и краже искусства фехтования. Тяньлун приходит в пещеру, разнимает соперников и позволяет главе семейства забрать дочь.
Между тем, косоглазый «священник» обвиняет мальчиков Лун в похищении новорождённого сына Фэн. Семья Лун обещает больше никогда не появляться в резиденции Фэн.
Как только часть заговора прорицателя удалась, бандиты сжигают хижину семейства Лун и показывают своё истинное лицо Бао Саньфэну. Преступники пытаются похитить дочерей Фэн. Их семья отчаянно сражается с бандитами до появления членов семьи Лун. Объединив свои боевые навыки, две семьи побеждают и убивают всех недругов.
Фильм заканчивается двумя свадьбами: Тяньлун женится на Дафэн, а Дилун женится на Эрфэн. Бао Саньфэн признаёт свою глупость, а Саньлун и Саньфэн также становятся парой.

## В ролях
| Актёр         | Роль                      |
| ------------- | ------------------------- |
| Джет Ли       | Саньлун                   |
| Дин Лань      | Эрфэн                     |
| Хуан Цюянь    | Саньфэн                   |
| Ху Цзяньцян   | Дилун                     |
| Юй Чэнхуэй    | Бао Саньфэн               |
| Юй Хай        | Тяньлун                   |
| Сунь Цзянькуй | косоглазый бандит         |
| Цзи Чуньхуа   | Кондор, одноглазый бандит |